# Висент, Францеск
Францеск Висент (Висент, Францеск) — испанский шахматист и шахматный композитор конца XV века, автор первого трактата о шахматах, в котором использовались современные ходы ферзя и слона. Висент считается основателем современных шахмат — по мере того, как его творчество распространялось по Европе, новаторство в изменении хода ферзя, делающее его самой мощной шахматной фигурой, нашло свое отражение в поэме «Шахматы любви», опубликованной в Валенсии в 1475 году. Это является доказательством того, что современное правило того как ходит ферзь, является испанским изобретением.
Книга Висента «100 шахматных позиций, приведённых в порядок и сочинённых мной, Францеском Висентом» напечатана в Валенсии 15 мая 1495 года Лопе де Рока Алемани (Lope de Roca Alemany) и Пере Тринчером (Pere Trincher). Ни одна копия этого произведения не сохранилась, хотя, вероятно, некоторые его части дошли до нас в переводе (с каталанского на кастильский) в книге «Повторение любви и искусство игры в шахматы» (1496) Луиса Рамиреса де Лусены. Висент также может быть настоящим автором трактата «Эта книга научит вас играть в шахматы», подписанного Педро Дамиано. Предполагается, что утраченная книга Висента содержала 100 задач на шахматные окончания — эти задачи вошли в книги Луиса Лусены и Педро Дамиано. Оригинал книги Висента на каталонском языке был известен Алессандро Сальвио в Неаполе в начале XVII века. Считается, что в библиотеке монастыря Монсеррат (Каталония) был экземпляр книги, но она был утрачен в 1811 году во время наполеоновских войн.

Выходные данные этой книги (полное название, год и место издания) приводились в вышедшем в 1795 году библиографическом справочнике редких испанских книг. Там указано, что сама книга находится в библиотеке старинного монастыря «Монсеррат». Выяснилось также, что информация о книге Висента получена от почтенных отцов Р. Каресмара и П. Рибаса, добросовестных библиофилов, свидетельству которых вполне можно доверять. Еще в конце XVII века они держали эту книгу в руках. Однако когда в середине прошлого века историки обратились с запросом по поводу книги Висента в «Монсеррат», то получили лаконичный ответ: в библиотеке монастыря она не значится!
Расследование показало, что книга исчезла в 1811 году во время вторжения Наполеона в Испанию, когда французы брали штурмом этот расположенный высоко в Пиренеях монастырь.
Существуют две версии того, что произошло. Согласно одной, командующий французскими войсками генерал Сюше, чтобы сломить сопротивление защитников монастыря, приказал заложить под него мину. При ее взрыве возник пожар, погубивший ряд ценных произведений, в том числе книгу Висента. По другой версии — сами защитники, делая пыжи для патронов, употребляли для этой цели все, что попадалось под руку, в том числе бумагу инкунабул.
Так или иначе, а экземпляр книги Висента бесследно исчез в огне! Тогда стали искать эту книгу в других местах. Розыск проводился по всей Европе — в библиотеках городов, университетов, соборов, монастырей, королевских дворов, наконец, просто у частных лиц, но все поиски оказались тщетными. С горечью историки поставили на книге Висента крест.— Ю. Л. Авербах. Загадка утраченной книги // Наука и жизнь : журнал. — 1985. — Август. — С. 137—141. — ISSN 0028-1263.
Книге Висента посвящено десятилетнее исследование «В погоне за утраченной инканабулой», в котором приводятся доказательства, полученные из первых шахматных распечаток и рукописей, того, что книга Висента была первой книгой, посвященной современным шахматным задачам и первой напечатанной шахматной книгой, в которой зафиксированы новый правила шахмат.
В честь Францеска Висента назван Астероид Висент, открытый в 2002 году.